# James C. Jones
James Chamberlain Jones (20 de abril de 1809 – 29 de outubro de 1859) foi um político americano, o 10º governador do Estado do Tennessee, com mandato de 1841 a 1845 e também senador dos Estados Unidos pelo Tennessee de 1851 a 1857. Pertencente ao partido Whig, Jones derrotou por duas vezes o ascendente político James K. Polk para o governo (em 1841 e 1843). Ele foi o primeiro candidato nascido no Tennessee a ser eleito governador.
O primeiro governo de Jones foi marcado pelo impasse com o Senado estadual, que foi conduzido por um grupo de senadores democratas, conhecidos como os "treze imortais". Seu segundo mandato foi mais produtivo, com seus companheiros Whigs controlando ambas as câmaras do legislativo estadual. Embora ele mais tarde aderisse ao Partido Democrata, Jones com sua forte oratória e seu estilo de campanha ajudou a solidificar os Whigs do Tennessee como um dos mais fortes movimentos Whig no Sul.

## Início de vida
Um homem muito magro cujo apelido era "Lean Jimmy" (Magro Jimmy), Jones nasceu no Condado de Davidson, Tennessee, filho de Peter e Catherine Chappell Jones. Seus pais morreram quando ele ainda era jovem, e ele foi educado por um tio no Condado de Wilson. Ocasionalmente, frequentou escolas públicas. Depois de casar-se com Sarah Munford em 1829, ele comprou uma fazenda perto de Lebanon, Tennessee.
Em 1836, Jones apoiou a campanha presidencial de Hugh Lawson White, um antigo democrata que se virou contra Andrew Jackson e se juntou ao partido Whig. No ano seguinte, Jones foi eleito para a Câmara dos Representantes do Tennessee, representando o Condado de Wilson. Foi reeleito em 1839. Em 1840, Jones foi um eleitor para o candidato presidencial William Henry Harrison. Enquanto esteve envolvido com política, Jones estudou direito, mas nunca praticou.

## Governador do Tennessee
Em 1841, os Whigs do Tennessee nomearam Jones como seu candidato a governador. Os Whigs acreditavam que Jones, amplamente conhecido como bom orador, divertido e contador de histórias, era sua melhor estratégia para derrotar o incumbente eloquente e espirituoso, James K. Polk. Depois de superar Polk em uma série de debates na Primavera de 1841, Jones ganhou a eleição com apenas 3.000 votos de diferença num total de mais de 100.000.
Após as eleições de 1841, os Whigs controlaram a Câmara dos representantes do Estado, mas os democratas mantinham o controle do Senado do estado por uma maioria de 13 para 12. Uma das primeiras tarefas do novo governo foi preencher as cadeiras do Senado dos Estados Unidos deixadas vagas pela renúncia de Alexander O. Anderson e Alfred O. P. Nicholson. Os democratas exigiam uma das duas vagas fossem preenchidas por um democrata, mas o pedido foi rejeitado pelos Whigs. Os 13 senadores democratas do Estado, que ficaram conhecidos como os "treze imortais", recusaram permitir a realização de uma sessão conjunta do legislativo, onde Whigs, que controlavam a câmara dos representantes, teriam maioria numérica, para escolher os senadores de substituição, e dessa forma o Tennessee não tinha representação no Senado dos EUA pela maior parte dos anos de 1842 e 1843. Embora o governo estivesse imobilizado pelos "treze imortais" durante o primeiro mandato de Jones, ele conseguiu promulgar legislação de reforma de dívida em 1842.
Na eleição de 1843, Polk percorreu o estado extensivamente na esperança de voltar ao governo, mas ele novamente foi vencido. Além disso, os Whigs ganharam o controle do Senado do Estado, terminando o impasse dos "Treze imortais", e dois Whigs foram nomeados para ocupar os lugares vacantes no Senado dos Estados Unidos. No segundo mandato de Jones foi criada uma Escola Estadual para cegos em Nashville e uma escola para surdos em Knoxville. Em 1843, Nashville, que estava servindo como capital provisória do estado há anos (como ocorreu em outros lugares antes disso), foi oficialmente selecionada como a capital do estado permanente. A pedra angular para o Capitólio do estado de Tennessee foi colocada enquanto Jones ainda era governador.

## Senado dos Estados Unidos e outros empreendimentos
Jones não disputou um terceiro mandato para governador, preferindo aceitar a oferta para se tornar presidente estrada de ferro Charleston-Memphis (Memphis and Charleston Railroad). Ele foi um eleitor de Zachary Taylor na eleição presidencial dos Estados Unidos em 1848.
Em 1851, o legislativo estadual escolheu Jones para substituir Hopkins L. Turney no Senado dos Estados Unidos. Jones apoiou Winfield Scott na eleição presidencial de 1852, mas depois começou a afastar-se do partido de Whig, que estava implodindo em razão da questão da escravidão. Em 1854, ele decididamente era contra os Whigs do norte por se recusarem a apoiar o Ato de Kansas-Nebraska. Após o colapso do partido Whig, Jones se recusou a aderir ao partido Know Nothing com outros Whigs do sul e apoiou James Buchanan na eleição presidencial de 1856. Ele apoiou Stephen Douglas na eleição de 1860.

## Morte
Após seu mandato no Senado dos Estados Unidos, Jones se retirou para sua fazenda perto de Memphis, onde ele morreu em 29 de outubro de 1859. Ele foi enterrado em Memphis no cemitério de Elmwood.

## Fonte da tradução
- Este artigo foi inicialmente traduzido, total ou parcialmente, do artigo da Wikipédia em inglês cujo título é «James C. Jones».